# 89-й меридіан західної довготи
89-й меридіан західної довготи — лінія довготи, що лежить на 89 градусів західніше Гринвіцького меридіана. Вона проходить від Північного полюса через Північний Льодовитий океан, Північну Америку, Атлантичний океан, Центральну Америку, Тихий океан, Південний океан та Антарктиду до Південного полюса.
89-й меридіан західної довготи формує велике коло разом із 91-шим меридіаном східної довготи.

## Список географічних об'єктів, що перетинає 89° зх. д.
Починаючи на Північному полюсі та рухаючись до Південного полюса, 89-й меридіан західної довготи проходить через:
| Координати                                                 | Країна, територія або море | Примітки                                                                 |
| ---------------------------------------------------------- | -------------------------- | ------------------------------------------------------------------------ |
| 90°0′ пн. ш. 89°0′ зх. д. / 90.000° пн. ш. 89.000° зх. д.  | Північний Льодовитий океан |                                                                          |
| 82°0′ пн. ш. 89°0′ зх. д. / 82.000° пн. ш. 89.000° зх. д.  | Канада                     | Нунавут — проходить через острів Елсмір                                  |
| 80°48′ пн. ш. 89°0′ зх. д. / 80.800° пн. ш. 89.000° зх. д. | Протока Нансена[en]        |                                                                          |
| 80°11′ пн. ш. 89°0′ зх. д. / 80.183° пн. ш. 89.000° зх. д. | Канада                     | Нунавут — проходить через острів Аксел-Гейберг                           |
| 78°10′ пн. ш. 89°0′ зх. д. / 78.167° пн. ш. 89.000° зх. д. | Норвезька затока[en]       |                                                                          |
| 76°56′ пн. ш. 89°0′ зх. д. / 76.933° пн. ш. 89.000° зх. д. | Канада                     | Нунавут — проходить через острів Елсмір                                  |
| 76°24′ пн. ш. 89°0′ зх. д. / 76.400° пн. ш. 89.000° зх. д. | Протока Джонс[en]          |                                                                          |
| 75°28′ пн. ш. 89°0′ зх. д. / 75.467° пн. ш. 89.000° зх. д. | Канада                     | Нунавут — проходить через острів Девон                                   |
| 74°47′ пн. ш. 89°0′ зх. д. / 74.783° пн. ш. 89.000° зх. д. | Протока Ланкастер          |                                                                          |
| 73°50′ пн. ш. 89°0′ зх. д. / 73.833° пн. ш. 89.000° зх. д. | Протока Принца-Регента[en] |                                                                          |
| 73°16′ пн. ш. 89°0′ зх. д. / 73.267° пн. ш. 89.000° зх. д. | Канада                     | Нунавут — проходить через Баффінову Землю                                |
| 70°40′ пн. ш. 89°0′ зх. д. / 70.667° пн. ш. 89.000° зх. д. | Затока Бутія               |                                                                          |
| 69°16′ пн. ш. 89°0′ зх. д. / 69.267° пн. ш. 89.000° зх. д. | Канада                     | Нунавут — проходить через материк                                        |
| 64°0′ пн. ш. 89°0′ зх. д. / 64.000° пн. ш. 89.000° зх. д.  | Гудзонова затока           |                                                                          |
| 56°51′ пн. ш. 89°0′ зх. д. / 56.850° пн. ш. 89.000° зх. д. | Канада                     | Манітоба — приблизно на 1 км Онтаріо                                     |
| 48°30′ пн. ш. 89°0′ зх. д. / 48.500° пн. ш. 89.000° зх. д. | Озеро Верхнє               |                                                                          |
| 48°0′ пн. ш. 89°0′ зх. д. / 48.000° пн. ш. 89.000° зх. д.  | США                        | Мічиган — проходить через острів Айл-Роял[en]                            |
| 47°51′ пн. ш. 89°0′ зх. д. / 47.850° пн. ш. 89.000° зх. д. | Озеро Верхнє               |                                                                          |
| 46°59′ пн. ш. 89°0′ зх. д. / 46.983° пн. ш. 89.000° зх. д. | США                        | Мічиган Вісконсин Іллінойс Кентуккі Теннессі Міссісіпі                   |
| 30°23′ пн. ш. 89°0′ зх. д. / 30.383° пн. ш. 89.000° зх. д. | Мексиканська затока        | Проходить повз острови Шандельор[en], Луїзіана, США                      |
| 29°11′ пн. ш. 89°0′ зх. д. / 29.183° пн. ш. 89.000° зх. д. | США                        | Луїзіана — проходить через дельту Міссісіпі[en]                          |
| 29°10′ пн. ш. 89°0′ зх. д. / 29.167° пн. ш. 89.000° зх. д. | Мексиканська затока        |                                                                          |
| 21°22′ пн. ш. 89°0′ зх. д. / 21.367° пн. ш. 89.000° зх. д. | Мексика                    | Проходить через півострів Юкатан Кінтана-Роо                             |
| 17°59′ пн. ш. 89°0′ зх. д. / 17.983° пн. ш. 89.000° зх. д. | Беліз                      |                                                                          |
| 15°54′ пн. ш. 89°0′ зх. д. / 15.900° пн. ш. 89.000° зх. д. | Гватемала                  |                                                                          |
| 15°7′ пн. ш. 89°0′ зх. д. / 15.117° пн. ш. 89.000° зх. д.  | Гондурас                   |                                                                          |
| 14°15′ пн. ш. 89°0′ зх. д. / 14.250° пн. ш. 89.000° зх. д. | Сальвадор                  |                                                                          |
| 13°20′ пн. ш. 89°0′ зх. д. / 13.333° пн. ш. 89.000° зх. д. | Тихий океан                | Проходить східніше острова Сан-Кристобаль, Галапагоські острови, Еквадор |
| 60°0′ пд. ш. 89°0′ зх. д. / 60.000° пд. ш. 89.000° зх. д.  | Південний океан            |                                                                          |
| 72°36′ пд. ш. 89°0′ зх. д. / 72.600° пд. ш. 89.000° зх. д. | Антарктида                 | Проходить через Чилійську Антарктику (претендує Чилі)                    |